# Marco Walker
Marco Walker, né le 2 mai 1970 à Soleure (originaire de Bellach), est un défenseur de football professionnel puis entraîneur suisse. Il entraîne actuellement le FC Brigue-Glis.

## Biographie
Il est originaire de Bellach, dans le canton de Soleure.
Après treize ans dans l'encadrement du FC Bâle, Marco Walker devient l'entraîneur du FC Naters au début de la saison 2019-2020.
Le FC Sion le recrute le 16 mars 2021 dans le but de « maintenir le club en Super League ». Il atteint l'objectif qui lui a été fixé en barrages contre le FC Thoune et est conservé pour la saison suivante. Il est remercié par le FC Sion le 8 octobre 2021.
En mai 2022, le FC Brigue-Glis annonce recruter Marco Walker pour la saison suivante.